# Övervikt

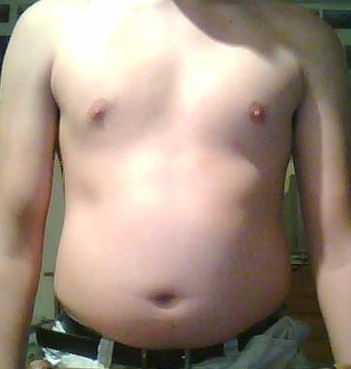
En överviktig man.

Exempel på övervikt (i mitten). Normalvikt t.v och fetma t.h.

Övervikt definieras som en kroppsvikt som överstiger den förväntade eller normala vikten. Övervikt uttrycks vanligtvis i form av kroppsmasseindex(BMI) där ett BMI mellan 25 och 29,9 klassificeras som övervikt. Ett högt BMI kan bero på en stor muskelmassa, men övervikt hänvisar specifikt till en hög vikt som orsakas av ökat kroppsfett, varför individuella faktorer måste beaktas vid bedömning av övervikt.
Ett BMI som överstiger 30 definieras som fetma. För barn och ungdomar gäller dock andra riktlinjer för bedömning av vikt, se barnfetma.
Övervikt är förknippad med en ökad risk för allvarliga sjukdomar, vilket kan leda till försämrad livskvalitet och förtida död. Dock har vissa studier visat att personer som betraktas som överviktiga enligt Världshälsoorganisationens (WHO) kriterier (där fetma inte inkluderas) löper cirka 6 procent lägre risk att dö i förtid än de som har normalvikt (enligt en studie från 2013). Detta har varit föremål för debatt sedan 2010-talet, och BMI har kritiserats både för sin klassificering och för att inte beakta faktorer som muskelmassa, sjukdomar eller personliga vanemönster.

## Definition och mätning av övervikt
En vanlig och enkel metod för att mäta övervikt är att räkna ut kroppsmasseindex(BMI) som är baserat på personens längd (meter) och vikt (kg). En person med ett BMI mellan 25,0 och 29,9 anses vara överviktiga, medan BMI över 30 klassas som fetma.
BMI har emellertid kritiserats för att vara ett trubbigt verktyg för att fastställa övervikt, då det inte beaktar individer som avviker från mallen, exempelvis kroppsbyggare, extremt långa personer eller slanka och otränade personer med hög andel kroppsfett. För barn gäller särskilda referensintervall jämfört med vuxna, se barnfetma. Andra mått för ohälsosam övervikt är exempelvis bukfetma. Det är alltså möjligt att vara normalviktig sett till BMI, men överviktig om mängden kroppsfett är tillräckligt hög.

## Orsaker
Orsakerna till att människor går upp i vikt kan vara många. De vanligaste framförda teorierna kan sammanfattas i följande:
- Ett högre kaloriintag än vad kroppen förbrukar
- Låg fysisk aktivitet, vilket leder till en negativ energibalans
- Barndomstrauman, vilket kan predisponera för viktuppgång senare i livet
- Viktmobbning
- Föräldrarna

Andra, mindre kända, teorier som framförts har exempelvis varit:
- Minskad sömn
- Användning av antidepressiva läkemedel
- Inomhustemperatur
- Förekomst av rökning hos mödrar[5]

Det är välkänt att stora förändringar i livsstil och miljö under 1900-talet har påverkat utvecklingen av övervikt och fetma. Exakt vilka förändringar som varit mest betydelsefulla är omdebatterat bland forskare. En del anser att fokuset på processad mat har varit för stort och ensidigt. Dock är forskarna överens om är att överviktsutvecklingen inte är individens "fel" och att fokuset måste ändras mot faktorer i vår gemensamma miljö. Individfokuset har medfört andra problem som mobbning av personer med övervikt och fetma, som i stället för att hjälpa har bidragit till att accelerera problematiken.

### Kaloribalansmodellen
En vanlig modell som används som förklaring till viktuppgång är energibalansekvationen. Enligt modellen uppnås viktstabilitet när energiintaget är lika stort som energiutgifterna, dvs energi in-energi ut=0. Energiutgifterna utgörs in sin tur av den basala kroppsmetabolismen och fysisk aktivitet. Enligt modellen leder ett ökat kaloriintag till viktuppgång, förutsatt att energiutgifterna inte ökar. Denna modell är på forskarnivå ifrågasatt. Ett skäl är att den i sig inte ger någon förklaring till i vilket led den initiala förändringen sker. Alltså vad det är som startar en viktuppgång. Det skulle exempelvis kunna vara att energiintaget ökat eller att energiutgifterna minskat, antingen genom att basalmetabolismen eller att den fysiska aktiviteten minskat. 
En annan möjlighet är att viktuppgången börjar en ackumulering av fett i fettvävnaden börjar lagra in energi, vilket kan leda till ökad hunger eller minskad fysisk aktivitet. Fettvävnaden har länge setts som ett passivt organ, men man har under senare år förstått att fettvävnaden är ett aktivt endokrint organ. Artikelförfattaren framför att det kan ses som märkligt att man tidigare inte sökt orsaken i fettvävnaden i sig självt, vilket skulle vara naturligt att göra vid sjukdomar i andra organ.
Varje modell som har för avsikt att förklara varför viktuppgång uppstår måste ta hänsyn till den viktiga förutsättningen att minskad energiutgift eller ökat energiintag inte leder till kompenserande mekanismer. Exempelvis att ett ökat energiintag inte leder till ökad energiutgift genom antingen ökad basalmetabolism eller ökad fysisk aktivitet. Om detta inte görs framförs en modell som går rakt emot vad som observerats om hur kroppsvikten uppför sig hos både smala och överviktiga personer. Trots stora variationer i energiintag och energiutgifter över dagar, veckor och månader, så håller många sin vikt inom relativt snäva gränser över lång tid, ofta flera år. 
En betydligt mer rättfram och enkel modell för att förklara viktuppgång är att viktuppgång startar med ackumulation av fett i fettvävnaden. Den konsekventa tendensen, där de flesta som går på diet återfår sin ursprungsvikt inom några år, är lättare att förstå utifrån en driv i fettvävnaden att lagra fett än att det primärt handlar om en obalans mellan energi in och energi ut. Även den omvända tendensen hos individer vid studier med forcerad överätning, att återta sin lägre vikt igen efter studien, vilket inte sker hos individer som gått upp i vikt och utvecklat fetma, är enklare att förklara och förstå utifrån avsaknad av förändrad fettvävsfunktion. Dock är orsaksfaktorerna som startar igång viktuppgångsprocessen svåra att belägga. Det hela är långt mer komplext än vad som vanligtvis framförs.

### Processad mat
Orsakerna till övervikt är mycket komplexa. Personliga förutsättningar som genetik, miljöfaktorer, psykisk hälsa och levnadsvanor spelar in. En välkontrollerad randomiserad kontrollerad studie utförd av forskare från amerikanska National Institutes of Health publicerad 2019 har funnit att konsumtion av ultraprocessade livsmedel orsakar ökat energiintag och ökat fett och total kroppsvikt. 20 personer lottades till att antingen äta processad mat eller icke processad mat under två veckor. Efter två veckor skiftades grupperna. Ökningen i kaloriintag beräknades till 508kcal ±160kcal. Ultraprocessat har en väldigt vid definition enligt Nova-definitionen som ofta används. Livsmedelsverket i Sverige anser att det vetenskapliga stödet för att ultraprocessad mat orsakar övervikt är begränsat (läst 2023). Dels att det kan finnas andra faktorer som är avgörande för övervikt och dels att det finns ultraprocessade livsmedel enligt Nova-definitionen som kan bidra till hälsosamma matvanor, såsom vissa färdigrätter som liknar hemlagade, fullkornsbröd, grönsaksburgare, granola, smaksatt färskost och fettreducerad majonnäs.

### Ökat intag, minskad fysisk aktivitet
I Socialstyrelsens Folkhälsorapport från 2009, sid 212, skriver de att "Övervikt och fetma är resultatet av en samverkan mellan ärftliga faktorer och miljöfaktorer. Till miljöfaktorerna räknas framför allt fysisk inaktivitet, större intag av energi än vad man förbrukar, vissa typer av födoämnen och olika stressfaktorer (se också kapitlet Matvanor och fysisk aktivitet). Fysisk inaktivitet som orsak har dock ifrågasatts då det inte visat sig vara så enkelt som man trott tidigare. Det finns studier som visar att det finns korrelation mellan konsumtionen av ultraprocessad mat och övervikt i Sverige. Konsumtionen av ultraprocessad mat (ofta mat med lågt näringsinnehåll men med hög energitäthet) har ökat dramatiskt i Sverige sedan 1960. Det speglar ökningen av övervikt även om det inte är klarlagt vilken orsak den ultraprocessade maten har spelat.
Epidemiologen Thorkild Sörensen argumenterar i denna artikel för att vi vet väldigt lite om vad som medför situationen med ökad vikt. Han anger i "Challenges in the study of causation of obesity" att viktutveckling hos barn i Köpenhamn med början på 1940-talet, som är väldigt välstuderad, har kommit i etapper följt av stabila perioder. Viktuppgångsfaserna har inte sammanfallit med perioder av ökat ekonomiskt välstånd. Slående är att liknande har kunnat noteras i länder som Storbritannien, USA och Australien. Det finns en hel del olika teorier, om vad som kan vara orsaken, men inget har gått att riktigt bevisa.

### Konsensus saknas
Ett antal personer inom forskareliten som forskar på vikt, samlades 2022 i London för att diskutera orsaker till viktutvecklingen globalt. De kunde inte enas om någon orsak. Biologen John Speakman sa i slutet av mötet "There’s no consensus whatsoever about what the cause of it‌ is”. En sak var de enade om, det är inte individens fel. Det är olika saker i miljön som påverkat.

### Ärftlighet och familjemiljö
Vad vi väger är starkt ärftligt. Ärftligheten är generellt lägre då barnen är små och miljön helt kontrolleras av föräldrarna, men efter hand som barnen växer upp ökar ärftligheten kraftigt,  De första åren varierar ärftlighetsgraden för BMI runt 45% och stiger sedan till 70-75% i vuxen ålder, detta har exempelvis visats i stora adoptionsstudier och tvillingstudier , adoptivbarnens vikt korrelerade starkt med de biologiska föräldrarnas vikt men inte med adoptivföräldrarnas vikt, vilket alltså motsäger vanliga påståenden att de lite äldre barnens vikt är föräldrarnas fel.

### Viktmobbning och social utsatthet
Viktstigma och viktmobbning har visats vara kopplat till negativa kostmönster och viktförändring uppåt hos både vuxna och barn. 
Näst efter genetik framför en del forskare social utsatthet som en möjlig pådrivande faktor, bland annat Erik Hemmingsson och epidemiologen Thorkild Sørensen.  I "The social origins of obesity within and across generations" argumenterar Sørensen och Hemmingsson för följande modell, förutsatt att det finns tillgång på tillräckligt med mat:
1. Sociala svårigheter inom en familj. Lågutbildade föräldrar, låg social position, fattigdom och finansiell osäkerhet. Barnen kan då utsättas för stress under moderns graviditet, övergrepp, sociala och emotionella behov som inte blir tillgodosedda.
2. Ökade nivåer av osäkerhet, negativa emotioner, kronisk stress och påverkan på energihomeostas.
3. Viktökning och fetma, vilket leder till ökad social stress och viktstigma. Sociala svårigheter som kombineras med genetisk sårbarhet bidrar till att fetma överförs från föräldrar till barn och till fetma hos föräldrarna.

### Hormonell rubbning
Huvudartikel: Endokrina sjukdomar
Övervikt kan också bero på olika typer av hormonella rubbningar.
Mellan fem och tio procent av alla kvinnor i fertil ålder beräknas lida av PCOS som är en hormonell sjukdom med ökad produktion av det manliga könshormonet testosteron samt kortisol. Ett vanligt symptom för PCOS är övervikt med tendens till bukfetma. Övervikt kan också bero på problem med ämnesomsättningen, som vid hypotyreos.

## Sjukdomar till följd av övervikt
Övervikt har tidigare ansetts vara något eftersträvansvärt, framför allt i samhällen där tillgången på mat varit begränsad. Under 1800-talet upptäcktes samband mellan övervikt och problem med bland annat hjärtat. Dietister har efter fallet med William Banting förordat olika dieter för att minska övervikt.
År 2004 uppstod i samband med filmen Super Size Me av Morgan Spurlock en stor debatt om ifall snabbmat från till exempel McDonald's var den största orsaken till övervikt, och ifall övervikt var en stor hälsofara. Den amerikanska konsumentorganisationen CCF (Centre for Consumer Freedom) menade dock att riskerna var betydligt överdrivna. Näringsforskaren Paul Ernsberger har emellertid etablerat att problemet inte nödvändigtvis låg i övervikt i sig, utan i ett stillasittande liv, och dålig kost.
Det finns ett tydligt och orubbligt samband mellan övervikt (BMI 25-30) och risk för att insjukna i cancer, diabetes typ 2, hypertension, hyperkolesterolemi, hjärt- och kärlsjukdomar fettlever, sömnapné, och artros. Överviktiga kvinnor som blir gravida har en ökad risk för graviditetsdiabetes, graviditetstoxikos, och risken för fosterdöd, missbildningar och för tidig födsel ökar. Studier på området är dock observationsstudier vilka inte kan bevisa orsakssamband.
En kritiserad metastudie från 2013 av Flegal påvisade däremot ett minskat samband mellan dödlighet och övervikt, jämfört med normalviktiga (BMI 18,5-24,9) och personer med fetma (BMI över 30). Några av grunderna för kritiken är att metastudien inte tagit hänsyn till andra mått på övervikt än BMI, och att den utelämnat större undersökningar som talat emot hypotesen. Senare förtydliganden har visat att den minskade dödligheten inte innebär att de tidigare påtalade och kända hälsoriskerna vid övervikt kan bortses ifrån. Däremot är det inte alltid och entydigt förknippat med sämre överlevnad, vilket kommit att kallas överviktsparadoxen..
Viktstigma och viktmobbning, negativa attityder, fördomar och handlingar, har associerats med en rad negativa utfall så som depression, undvikande av att söka medicinsk vård, suicidtankar och handlingar, ångest, undvikande av fysisk aktivitet, försämrad kroppstillfredsställelse och kroppsuppfattning . Fördomar om människor med övervikt är kraftigt utbredd i hela samhället, inte minst i vården, vilket i sig självt har potential att påverka hälsan negativt på olika sätt .

## Epidemiologi

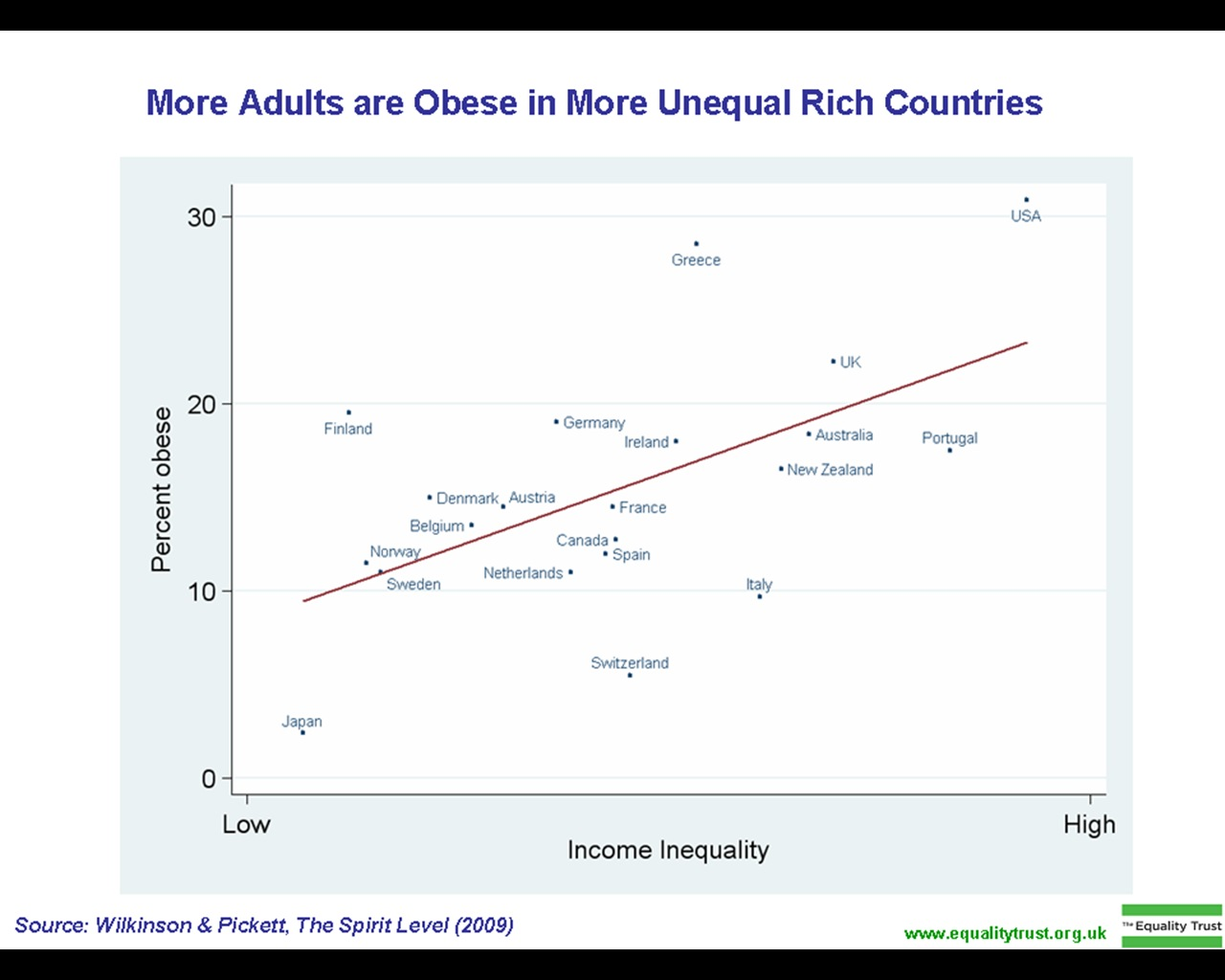

Förekomsten av fetma trefaldigades från år 1975 fram till 2016. År 2016 var 1,9 miljarder vuxna (över 18 år) överviktiga, av dessa var 650 feta (engelska: obese). År 2016 var 340 miljoner barn och tonåringar (5-19 år) antingen överviktiga eller feta. Tidigare var övervikt hos barn och unga främst ett problem i höginkomstländer, men trenden var att problemet ökade även i låg- och medelinkomstländer. Sett till global nivå är en högre andel kvinnor överviktiga än män.
Det finns inget tydligt samband mellan länders medel-BMI och ländernas ekonomi. Variationer i medel-BMI kan mer troligt förklaras med de olikartade matkulturerna (regelbundenhet i måltider, kvalitetsaspekter ifråga om smak eller näring, portionsstorlek, och moralism angående fetma).

### England
Enligt statistik från 2019 är 68% av männen och 60% av kvinnorna över 16 år överviktiga (Engelska: overweight or obese) och övervikten ökade för åldersgrupper upp till 75 år. Bland barn var 18% av pojkarna och 13% av flickorna överviktiga och barn till överviktiga föräldrar var i högre grad överviktiga.

### Mellanöstern och Nordafrika (MENA)
Länder i Mellanöstern och Nordafrika (MENA) har höga nivåer av övervikt och Kuwait har den högsta andelen i regionen med 37,9 procent. Av världens tjugo länder med mest övervikt är förutom Kuwait åtta länder i MENA-regionen. De 17 länderna i Mellanöstern och Nordafrika har den mest uttalade könsskillnaden mellan kvinnor och män för övervikt, med ett genomsnitt för länderna som ligger högre än 10 procentenheter. I övriga värden har skillnaden mellan kvinnor och mäns övervikt legat på stabil nivå under 41 år efter 1975, medan i MENA-länderna har kvinnors övervikt ökat snabbare än mäns.

### Sverige
I Sverige är 52% av befolkningen mellan 16 och 84 år överviktiga eller feta enligt BMI, alltså ett BMI på minst 25,0. I åldersgruppen 45-64 år anges 62% som överviktiga och i åldersgruppen 65-84 år 60%. 

### USA
Amerikanska myndigheten CDC (Centers for Disease Control and Prevention), kom 2005 med en studie som sade att antalet överviktiga och feta amerikaner har ökat med 31% mellan 1976 och 1991, och sedan ytterligare 24% mellan 1994 och 2000.
Enligt siffror för USA 1998-2008 hade ca 68% av befolkningen har ett BMI om minst 25,0.

## Botemedel
Övervikt beror inte på ett individuellt misslyckande. Orsakerna är komplexa, alla är inte kända ännu. Övervikt och fetma ses allt mer som ett kroniskt tillstånd. I stället för att försöka gå ner i vikt kan fokus på att förbättra hälsan, genom att exempelvis förbättra sin psykologiska hälsa, börja motionera, förbättra sina relationer, försöka sova bättre ge positiva effekter på hälsan även om det inte händer så mycket på vågen. Snabb viktminskning som vid bantning ger sällan bestående resultat. Det finns mycket fördomar som går ut på att det bara handlar om livsstil och att vikten helt står under viljemässig kontroll. Dessutom kan bantning trigga igång biologiska försvarsmekanismer mot svält, vilka motverkar viktnedgång, vilket är den viktigaste orsaken till att viktnedgång inte fungerar.
Det finns flera kirurgiska operationsmetoder för varaktig viktnedgång. I Sverige är den vanligaste metoden gastrisk bypass följt av Gastrisk sleeve. BMI-gränserna för fetmaoperationer är olika i olika landsting, men är lägre för personer med bakomliggande sjukdomar, exempelvis diabetiker. Gränserna skiljer mellan BMI överstiger 35 till BMI över 40. Det har börjat komma lovande aptitreglerande mediciner, men de omfattas inte ännu av den statliga läkemedelsförmånen, utan bekostat fullt ut av patienterna. Socialstyrelsen ger där endast rekommendation om Orlistat, som ingår i läkemedelsförmånen.

## Överviktsparadoxen
År 2013 kom en metastudie av Flegal et al på Journal of the American Medical Association, som framlade sitt studieresultat att övervikt minskade dödligheten, jämfört med normalvikt. Studien och dess resultat blev mycket spridd.
Studiens resultat har sedermera vederlagts för ofullständighet, vilket bland annat beror på att den inte tagit hänsyn till att normalvikt i undre referensintervallet i vissa åldrar är ett sjukdomstecken, inte studerat dödligheten vid bukfetma, inte problematiserat BMI som mått på mängden kroppsfett, bortsett från omfattande studier med annat resultat än hennes hypotes, och att lite övervikt (men inte fetma) i äldre åldrar kan förbättra prognosen vid vissa sjukdomar. Tidigare kända problem vid övervikt, som ökad risk för cancer, diabetes, hjärt- och kärlsjukdomar med mera, är även efter denna studie av Flegal förknippade med övervikt. Däremot tyder Flegals resultat på att personer från medelåldern mår bättre med något högre kroppsvikt än i yngre år (gäller dock inte fetma), samt att överlevnaden ökar med något mer kroppsfett, ett förhållande som kallas överviktsparadoxen..Flegal har i denna artikel svarat på kritiken.
Överviktsparadoxen tycks emellertid äga olika giltighet vid olika åldrar. För personer yngre än ungefär 50 år verkar den sakna relevans, och ökad vikt sammanfaller med något ökad dödlighet. Från omkring den åldern tycks ett lägre BMI inom normalintervallet ha ett samband med ökad dödlighet, och vara densamma som vid övervikt, och dödligheten ökar på båda sidor om normalvikten med stigande kurvor. För 60-åringar tycks trenden bli ännu tydligare, där den lägsta dödligheten ligger runt ett BMI på 25, med ökad dödlighet på båda sidor om den gränsen i en U-formad graf. Dödligheten bland 70-åringar tycks vara som lägst hos personer med ett något högre BMI än 25, med brantare kurvor runt den lägsta dödligheten än för dem som är tio år yngre.
Andra studier, på hjärtpatienter, har visat att prognosen för dem som väl drabbats av sjukdom är sämre om personen redan innan var något smal. Vid sjukdom fungerar övervikt troligen som en metabol reserv.